# Piilot
Piilot (też πilot) – islandzki zespół rockowy założony w styczniu 2009 roku przez Gulliego (Guðlaugura, wokalistę i autora tekstów) oraz Hannesa (gitarzystę) w Reykjaviku. Pod koniec 2009 do zespołu dołączył perkusista Arnór, a pod koniec 2010 basista Valli. W listopadzie 2010 zespół się rozpadł, jednakże w czerwcu 2012 wznowił działalność. Pierwszą piosenkę wydali 24 grudnia 2012. Jedno z ich dem, „Snowdrops”, zostało umieszczone w rankingu 100 najlepszych rockowych utworów z lat 2000-2013.

## Dyskografia

### Single[3]
- The Battle of Little Bighorn
- Reed’s law
- Snowdrops
- Don’t let go
- Into a Black Hole
- Low
- By a river
- No No
- Part II
- The Grieving Atheist
- You are next
- The Heights